# Bykoš
Bykoš är en ort i Tjeckien.   Den ligger i regionen Mellersta Böhmen, i den centrala delen av landet, 30 km sydväst om huvudstaden Prag. Bykoš ligger 372 meter över havet och antalet invånare är 195.
Terrängen runt Bykoš är kuperad österut, men västerut är den platt. Runt Bykoš är det ganska tätbefolkat, med 100 invånare per kvadratkilometer. Närmaste större samhälle är Beroun, 9,0 km norr om Bykoš. Trakten runt Bykoš består till största delen av jordbruksmark.